# Contres (Loir-et-Cher)
Pour les articles homonymes, voir Contres.
Contres est une commune historique du Loir-et-Cher (région Centre-Val de Loire), reléguée au statut de commune déléguée depuis le 1er janvier 2019 et la fusion administrative avec les communes voisines de Feings, Fougères-sur-Bièvre, Ouchamps et Thenay pour créer la commune nouvelle du Controis-en-Sologne, dont Contres est le chef-lieu.

## Géographie
Située entre la Sologne viticole, et la grande Sologne des forêts, tout près du château de Cheverny, Contres se distingue en fait par la culture des asperges, convenant au sol sableux de la région.
La commune est traversée par la RD 956 anciennement RN 156 et par la RD 675 anciennement RN 675.

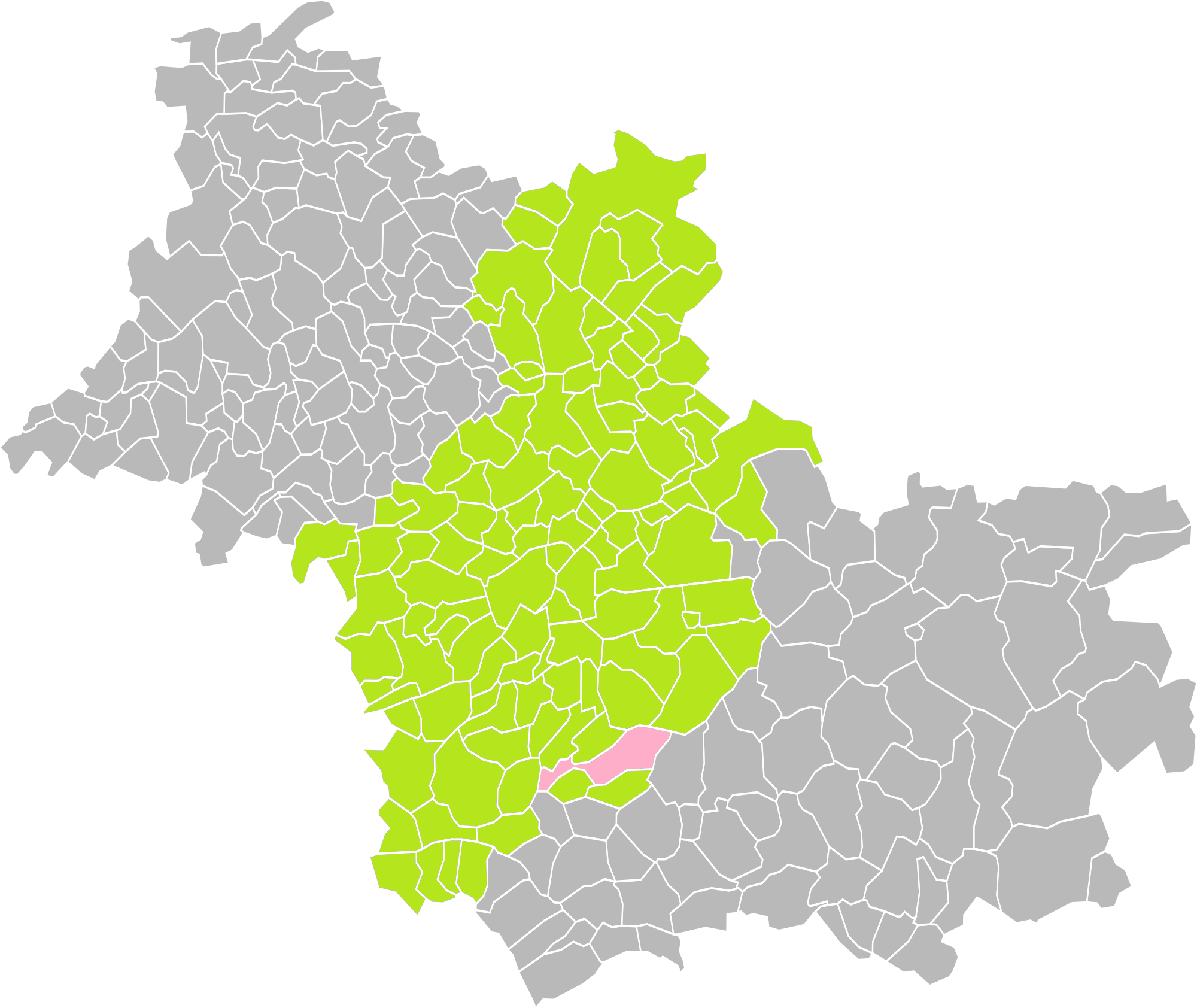
Localisation de la Commune de Contres dans l'arrondissement de Blois (Loir-et-Cher)

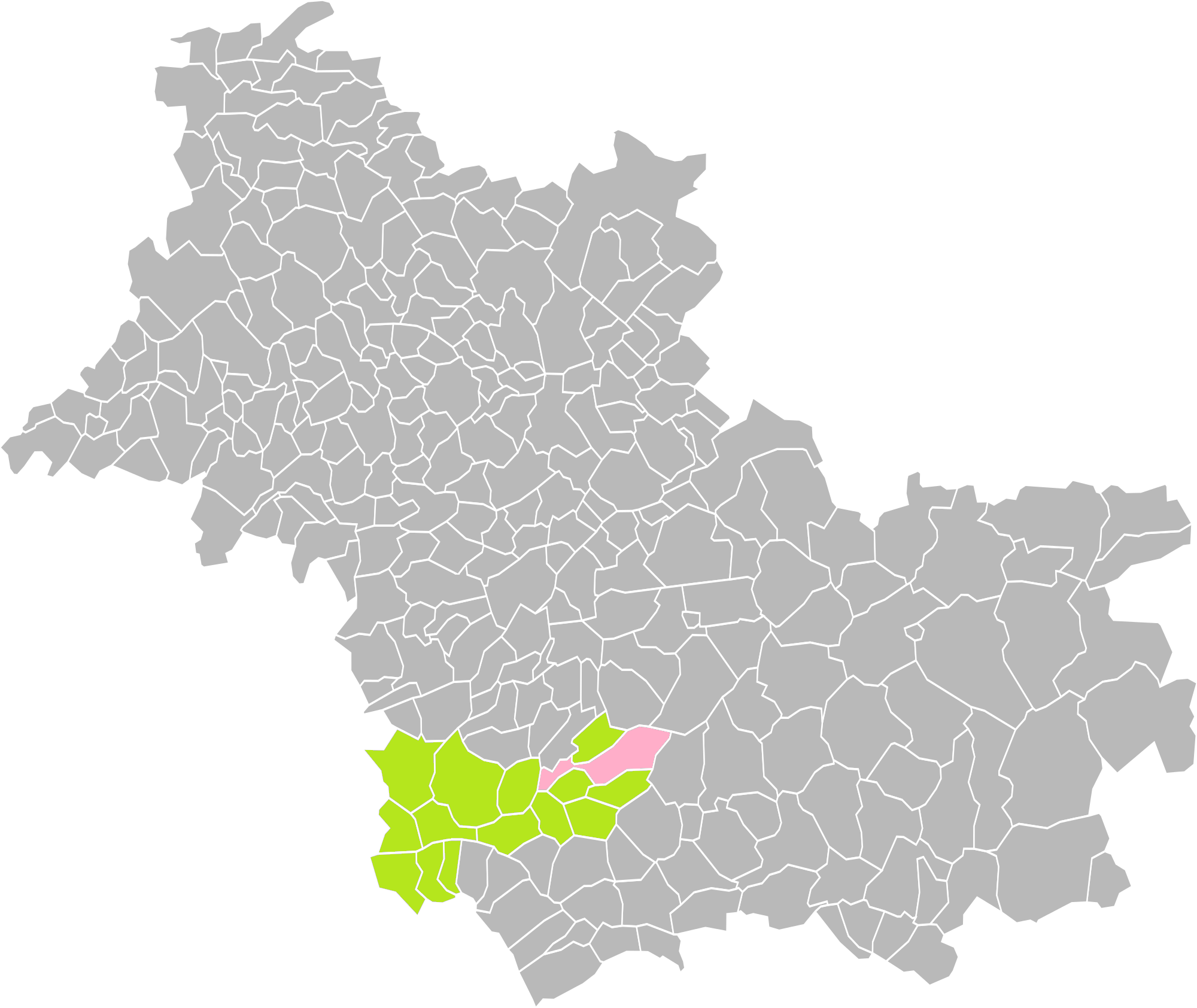
Localisation de la Commune de Contres dans le canton de Montrichard (Loir-et-Cher)

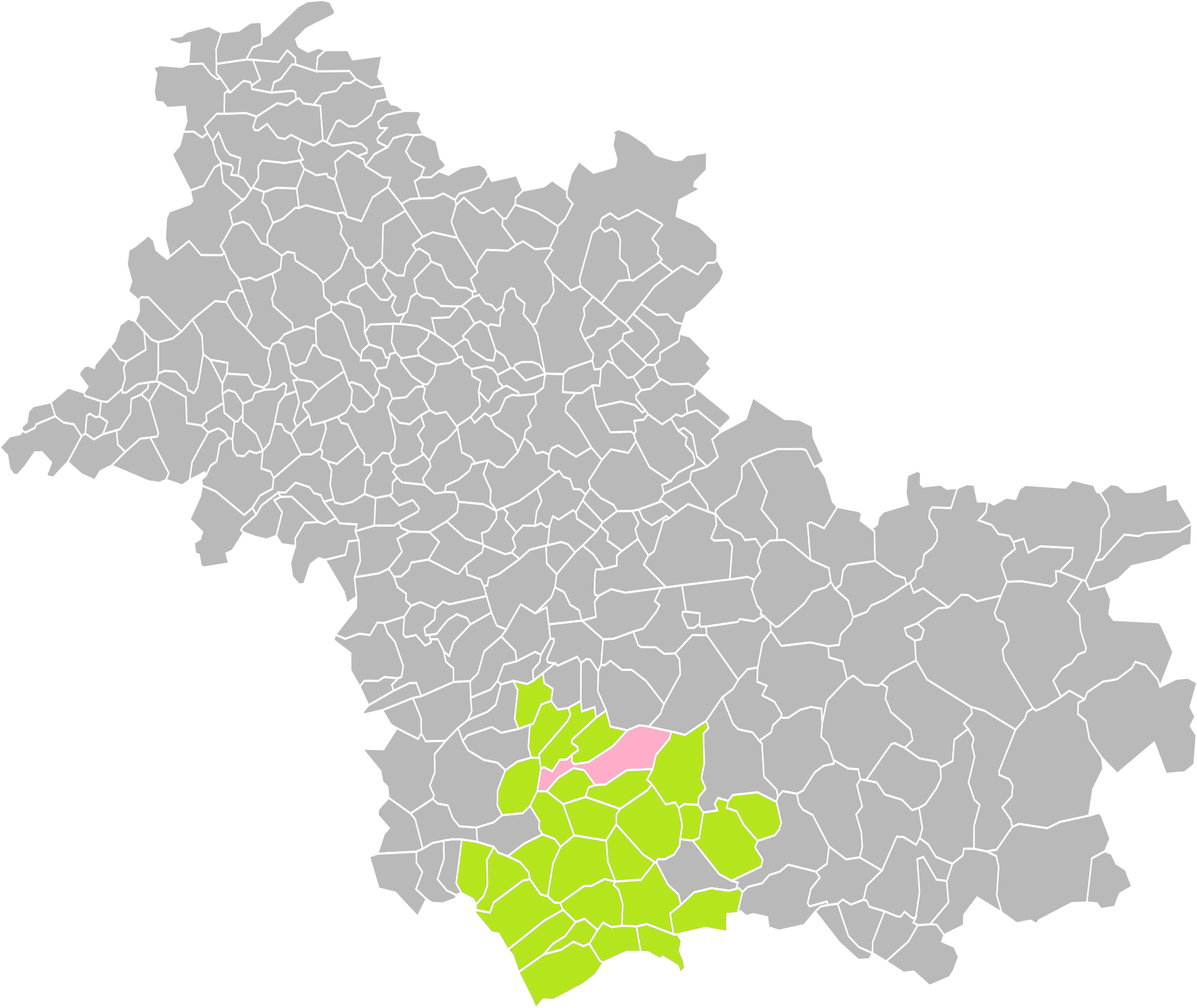
Localisation de la Commune de Contres dans la Communauté de communes Val de Cher - Controis (Loir-et-Cher)

## Histoire

### Antiquité
Le site a eu une occupation préhistorique, avec les restes de deux nécropoles  et quelques vestiges agricoles datant de l'âge du bronze.

### Renaissance et Ancien régime
En 1505 fut conclu à Contres un traité entre Louis XII et Philippe d'Autriche.

### Après la Révolution
En 1899, la ligne ferroviaire de Blois à Saint-Aignan-sur-Cher est inaugurée. La gare de Contres se situe alors entre les arrêts de Fresnes et de Sassay–Oisly. En 1904, la ligne, alors gérée par la compagnie du chemin de fer de Paris à Orléans (PO), est rétrocédée à la compagnie des tramways à vapeur de Loir-et-Cher pour constituer une ligne départementale entre Blois-Vienne et Saint-Aignan.
En 1919, la commune est également desservie par une ligne de tramway électrique du Loir-et-Cher reliant Les Montils à Selles-sur-Cher. Sa station se trouvait alors entre celles des Montils et de Fougères-sur-Bièvre.
Les deux services de tramways du Loir-et-Cher ont cessé leur activité en 1934.

### Depuis 2019
Le 1er janvier 2019, la commune fusionne avec Feings, Fougères-sur-Bièvre, Ouchamps et Thenay pour former la commune nouvelle du Controis-en-Sologne dont la création est actée par un arrêté préfectoral du 26 novembre 2018.

## Politique et administration

### Liste des maires
| Période                                  | Période          | Identité         | Étiquette     | Qualité                                                                      |
| ---------------------------------------- | ---------------- | ---------------- | ------------- | ---------------------------------------------------------------------------- |
| Les données manquantes sont à compléter. |                  |                  |               |                                                                              |
| mars 1941                                | septembre 1944   | Charles Grele    |               | Nommé par le régime de Vichy                                                 |
| septembre 1944                           | octobre 1947     | Robert Mauger    | SFIO          | Horloger-bijoutier                                                           |
| octobre 1947                             | mars 1971        | Henri Chartier   |               |                                                                              |
| mars 1971                                | juin 1995        | Jacques Bimbenet | UDF-Rad.      | Agent d'assurances Sénateur (1986-2001) Conseiller général (1976-2001)       |
| juin 1995                                | 31 décembre 2018 | Jean-Luc Brault  | DVG puis LREM | Chef d'entreprise retraité Président de la CC Val de Cher Controis (2017 → ) |

Depuis 2019 et la création du Controis-en-Sologne, le maire élu à Contres est maire délégué au maire de la commune nouvelle. 
| Période         | Période      | Identité        | Étiquette | Qualité |
| --------------- | ------------ | --------------- | --------- | --- |
| 12 janvier 2019 | mai 2020     | Jean-Luc Brault | LREM      | Chef d'entreprise retraité Président de la CC Val de Cher Controis (2017 → )                                                   |
| mai 2020        | mai 2022     | Antoine Lelarge | DVG       | Ancien directeur d'établissement médico-social                                                                                 |
| mai 2022        | octobre 2023 | Jean-Luc Brault | LREM      | Chef d'entreprise retraité Président de la CC Val de Cher Controis (2017 → ) Démissionnaire depuis son élection comme sénateur |
| octobre 2023    | En cours     | Élodie Péan     | LREM      | Conseillère départementale à Montrichard                                                                                       |

### Politique environnementale
Dans son palmarès 2016, le Conseil National des Villes et Villages Fleuris de France a attribué trois fleurs à la commune au Concours des villes et villages fleuris.

## Démographie

### Évolution démographique
L'évolution du nombre d'habitants est connue à travers les recensements de la population effectués dans la commune depuis 1793. Pour les communes de moins de 10 000 habitants, une enquête de recensement portant sur toute la population est réalisée tous les cinq ans, les populations de référence des années intermédiaires étant quant à elles estimées par interpolation ou extrapolation. Pour la commune, le premier recensement exhaustif entrant dans le cadre du nouveau dispositif a été réalisé en 2005.

En 2016, la commune comptait 3 684 habitants, en évolution de +7,72 % par rapport à 2010 (Loir-et-Cher : −1,15 %, France hors Mayotte : +2,11 %).
| 1793  | 1800  | 1806  | 1821  | 1831  | 1836  | 1841  | 1846  | 1851  |
| ----- | ----- | ----- | ----- | ----- | ----- | ----- | ----- | ----- |
| 1 317 | 1 229 | 1 202 | 1 571 | 1 755 | 2 004 | 2 166 | 2 503 | 2 575 |

| 1856  | 1861  | 1866  | 1872  | 1876  | 1881  | 1886  | 1891  | 1896  |
| ----- | ----- | ----- | ----- | ----- | ----- | ----- | ----- | ----- |
| 2 550 | 2 601 | 2 611 | 2 553 | 2 617 | 2 493 | 2 576 | 2 591 | 2 586 |

| 1901  | 1906  | 1911  | 1921  | 1926  | 1931  | 1936  | 1946  | 1954  |
| ----- | ----- | ----- | ----- | ----- | ----- | ----- | ----- | ----- |
| 2 649 | 2 582 | 2 543 | 2 421 | 2 400 | 2 452 | 2 576 | 2 702 | 2 551 |

| 1962  | 1968  | 1975  | 1982  | 1990  | 1999  | 2005  | 2006  | 2010  |
| ----- | ----- | ----- | ----- | ----- | ----- | ----- | ----- | ----- |
| 2 775 | 2 828 | 2 811 | 2 923 | 2 979 | 3 268 | 3 417 | 3 429 | 3 420 |

| 2015  | 2016  | - | - | - | - | - | - | - |
| ----- | ----- | - | - | - | - | - | - | - |
| 3 623 | 3 684 | - | - | - | - | - | - | - |

### Pyramide des âges
La population de la commune est relativement âgée. Le taux de personnes d'un âge supérieur à 60 ans (29,4 %) est en effet supérieur au taux national (21,6 %) et au taux départemental (26,3 %).
À l'instar des répartitions nationale et départementale, la population féminine de la commune est supérieure à la population masculine. Le taux (52,5 %) est du même ordre de grandeur que le taux national (51,6 %).
La répartition de la population de la commune par tranches d'âge est, en 2007, la suivante :
- 47,5 % d’hommes (0 à 14 ans = 18,1 %, 15 à 29 ans = 18,3 %, 30 à 44 ans = 18,7 %, 45 à 59 ans = 18,7 %, plus de 60 ans = 26,2 %) ;
- 52,5 % de femmes (0 à 14 ans = 15,1 %, 15 à 29 ans = 15 %, 30 à 44 ans = 19,8 %, 45 à 59 ans = 18 %, plus de 60 ans = 32,1 %).

| Hommes | Classe d’âge | Femmes |
| ------ | ------------ | ------ |
| 0,7    | 90 ans ou +  | 2,5    |
| 8,9    | 75 à 89 ans  | 12,0   |
| 16,6   | 60 à 74 ans  | 17,6   |
| 18,7   | 45 à 59 ans  | 18,0   |
| 18,7   | 30 à 44 ans  | 19,8   |
| 18,3   | 15 à 29 ans  | 15,0   |
| 18,1   | 0 à 14 ans   | 15,1   |

| Hommes | Classe d’âge | Femmes |
| ------ | ------------ | ------ |
| 0,6    | 90 ans ou +  | 1,6    |
| 8,3    | 75 à 89 ans  | 11,5   |
| 14,8   | 60 à 74 ans  | 15,7   |
| 21,4   | 45 à 59 ans  | 20,6   |
| 20,3   | 30 à 44 ans  | 19,2   |
| 16,2   | 15 à 29 ans  | 14,7   |
| 18,5   | 0 à 14 ans   | 16,7   |

### Économie
- La ville de Contres est le premier centre européen de fabrication et de conditionnement de sushis  industriels avec l'usine de l'entreprise Marco Polo.
- Le groupe agroalimentaire français St Michel Biscuits est implanté dans la commune (siège social, site de production et centre logistique).

## Culture locale et patrimoine

### Voies
| 169 odonymes recensés à Contres au 18 février 2014 | 169 odonymes recensés à Contres au 18 février 2014 | 169 odonymes recensés à Contres au 18 février 2014 | 169 odonymes recensés à Contres au 18 février 2014 | 169 odonymes recensés à Contres au 18 février 2014 | 169 odonymes recensés à Contres au 18 février 2014 | 169 odonymes recensés à Contres au 18 février 2014 | 169 odonymes recensés à Contres au 18 février 2014 | 169 odonymes recensés à Contres au 18 février 2014 | 169 odonymes recensés à Contres au 18 février 2014 | 169 odonymes recensés à Contres au 18 février 2014 | 169 odonymes recensés à Contres au 18 février 2014 | 169 odonymes recensés à Contres au 18 février 2014 | 169 odonymes recensés à Contres au 18 février 2014 | 169 odonymes recensés à Contres au 18 février 2014 | 169 odonymes recensés à Contres au 18 février 2014 |
| Allée                                              | Avenue                                             | Bld                                                | Carrefour                                          | Chemin                                             | Clos                                               | Impasse                                            | Passage                                            | Place                                              | Pont                                               | Route                                              | Rue                                                | Ruelle                                             | Venelle                                            | Autres                                             | Total                                              |
| -------------------------------------------------- | -------------------------------------------------- | -------------------------------------------------- | -------------------------------------------------- | -------------------------------------------------- | -------------------------------------------------- | -------------------------------------------------- | -------------------------------------------------- | -------------------------------------------------- | -------------------------------------------------- | -------------------------------------------------- | -------------------------------------------------- | -------------------------------------------------- | -------------------------------------------------- | -------------------------------------------------- | -------------------------------------------------- |
| 1                                                  | 7                                                  | 1                                                  | 1                                                  | 4                                                  | 1                                                  | 10                                                 | 3                                                  | 3                                                  | 0                                                  | 5                                                  | 56                                                 | 2                                                  | 0                                                  | 75                                                 | 169                                                |
| Notes « N »                                        | Notes « N »                                        | 1. 2. 3. 4. 5. 6. 7. 8. 9. 10.                     | 1. 2. 3. 4. 5. 6. 7. 8. 9. 10.                     | 1. 2. 3. 4. 5. 6. 7. 8. 9. 10.                     | 1. 2. 3. 4. 5. 6. 7. 8. 9. 10.                     | 1. 2. 3. 4. 5. 6. 7. 8. 9. 10.                     | 1. 2. 3. 4. 5. 6. 7. 8. 9. 10.                     | 1. 2. 3. 4. 5. 6. 7. 8. 9. 10.                     | 1. 2. 3. 4. 5. 6. 7. 8. 9. 10.                     | 1. 2. 3. 4. 5. 6. 7. 8. 9. 10.                     | 1. 2. 3. 4. 5. 6. 7. 8. 9. 10.                     | 1. 2. 3. 4. 5. 6. 7. 8. 9. 10.                     | 1. 2. 3. 4. 5. 6. 7. 8. 9. 10.                     | 1. 2. 3. 4. 5. 6. 7. 8. 9. 10.                     | 1. 2. 3. 4. 5. 6. 7. 8. 9. 10.                     |
| Sources : rue-ville.info & OpenStreetMap           |                                                    |                                                    |                                                    |                                                    |                                                    |                                                    |                                                    |                                                    |                                                    |                                                    |                                                    |                                                    |                                                    |                                                    |                                                    |

### Lieux et monuments
- Église paroissiale Saint-Cyr-et-Sainte-Julitte, construite par l'architecte Jules de La Morandière, avec une abside à trois pans, deux bas-côtés, des absidioles, une voûte d'ogives et un chœur du XVIe siècle. L'église Saint-Cyr-et-Sainte-Julitte doit son nom à saint Cyr et à sa mère sainte Julitte, deux martyrs chrétiens du IVe siècle.

- Pigeonniers : Le Bourg et Cornilly
- Fontaine place Javalet XIXe siècle
- Bois de Saint-Lomer, du Val de la Bièvre
- Forêt de Cheverny
- Château (construit dans les années 1800).
- Château de la Gondelaine
- Château des Pins
- Abbaye de Cornilly, inscrite partiellement au titre des monuments historiques en 1984[14]

### Héraldique
|  | Les armoiries de Contres se blasonnent ainsi : D'azur à la cotice d'argent accompagnée en chef d'une grappe de raisin d'or, tigée et feuillée de sinople, et en pointe d'une botte d'asperges d'argent liée de sable. Devise : "Nous rejoissons les cuers ". |

## Personnalités liées à la commune
- Anne-Marie de Backer, poète
- Émile-Louis Delbauve (1854- ?), sculpteur, né à Contres
- Éloi Johanneau philologue français
- Pierre Tassin, député de Loir-et-Cher puis sénateur de 1893 à 1906.

## Curiosités
- Chaque année, s'organisent les Foulées controises, parcours de jogging de 5 et 10 km, qui attirent des concurrents de qualité.
- L'Éveil de Contres est une association sportive à mentionner, qui compte près de 400 adhérents, fondée le 20 décembre 1910 sur l'initiative du curé du bourg. (JO du 12 janvier 1911)
- Confrérie des Mangeux d'esparges de Sologne[15], du fait de la production abondante de la région.
- Dans un tronc, sur la route de Saint-Aignan, a été taillé un vigneron en pied, d'une hauteur de plus de 2,50 m.
- Depuis longtemps, Contres affiche son engouement pour le sport. Avec 3 gymnases, un dojo, un stade d'athlétisme, 4 terrains de football, 4 terrains de tennis, une piste aménagée de skateboard, entre autres. En 2007, Contres s'est vu attribuer le trophée de la ville la plus sportive de la région Centre dans sa catégorie. En 2010, la ville est d'ailleurs arrivée d'étape de la prestigieuse course cycliste Paris-Nice. Par ailleurs, la ville de Contres compte un nouveau centre aquatique "L'ilôt bulle" depuis juillet 2010.
- De 1960 à 1984, Contres organisait aussi les « 3 heures de Contres », une course automobile qui consistait à remettre en piste les "grand-mères" automobiles restaurées avec amour par les collectionneurs.
- Depuis plus d'un demi-siècle, l'industrie controise comprend dans ses rangs l'entreprise St Michel (ex-Morina) qui est spécialisée dans la fabrication de pâtisserie, notamment dans les madeleines.
- Depuis quelque temps, Contres enregistre le plus fort taux de hausse de population de Loir-et-Cher.
- Au début du XXe siècle, une course cycliste internationale s'établissait de Paris à Contres. Cette course nommée "Le Paris-Contres" finissait dans le vélodrome du Champ de Foire à Contres.